# 지크 업쇼
지나 레이 "지크" 업쇼(영어: Zena Ray "Zeke" Upshaw, 1991년 5월 27일 ~ 2018년 3월 26일)는 미국의 전 농구 선수로 선수 시절 포지션은 스몰 포워드였다.

## 생애
지크 업쇼는 일리노이주 시카고 출신이며 6세 시절부터 농구를 시작했다. 시카고 대학교 부속 실험 학교 재학 시절에는 평균 24 포인트, 12 리바운드, 7 어시스트를 기록했으며 2008년에는 일리노이주 독립 학교 농구 리그에서 MVP를 수상하는 영예를 안았다.
2010년에 일리노이 주립 대학교 산하 일리노이 스테이트 레드버즈 남자 농구단에 입단했다. 2013년에는 일리노이 주립 대학교에서 의류, 상품화, 디자인 학위를 취득했지만 전미 대학 체육 협회(NCAA) 자격을 갖기 위해 호프스트라 대학교 산하 호프스트라 프라이드 남자 농구단으로 이적했다.
2014년 전미 농구 협회(NBA) 드래프트에서 비지명 선수 자격을 부여받았으며 2014년 9월에는 슬로베니아 돔잘레를 연고로 하는 슬로베니아 프리미어 A 농구 리그 소속 농구 클럽인 헬리오스 선스에 입단했다. 2014-15 시즌에서는 30경기에 출전하여 경기당 평균 9.8 포인트, 3.2 리바운드를 기록했다. 2015년 8월에는 룩셈부르크 에슈쉬르알제트를 연고로 하는 룩셈부르크 토탈 리그 소속 농구 클럽인 바스켓 에슈로 이적했고 27경기에 출전하여 경기당 평균 20.9 포인트, 7.6 리바운드, 1.1 어시스트를 기록했다.
지크 업쇼는 2016년 NBA 디벨롭먼트 리그 드래프트 4라운드에서 그랜드래피즈 드라이브에 지명되었으며 2016-17 시즌에서는 34경기에 출전하여 경기당 평균 6.5 포인트, 3.0 리바운드를 기록했다. 2018년 3월 24일에 미시간주에 위치한 델타플렉스 아레나에서 열린 롱아일랜드 네츠와의 2017-18 NBA 디벨롭먼트 리그 마지막 경기 도중에 경기장에서 쓰러진 이후에 병원으로 이송되었지만 3월 26일에 미시간주 그랜드래피즈에 위치한 스펙트럼 병원에서 심장마비로 사망했다.